# Eichmühle (Neuenmarkt)
Eichmühle (oberfränkisch: Aach-miel) ist ein Gemeindeteil der Gemeinde Neuenmarkt im Landkreis Kulmbach (Oberfranken, Bayern). Eichmühle liegt in der Gemarkung Hegnabrunn.

## Geographie
Die Einöde liegt am rechten Ufer des Weißen Mains. Im Norden steigt das Gelände zum Eichberg (396 m ü. NHN) an. Ein Anliegerweg führt 0,3 km östlich zur Staatsstraße 2183, die nordöstlich nach Schlömen bzw. südwestlich zur Staatsstraße 2182 verläuft.

## Geschichte
Der Ort wurde 1398 als „Eychelmule“ erstmals urkundlich erwähnt. Namensgebend war der in der Nähe gelegene Eichberg, der seinerseits nach der Pflanzengattung Eiche benannt wurde, die es dort wohl ursprünglich gab.
Eichmühle gehörte zur Realgemeinde Schlömen. Gegen Ende des 18. Jahrhunderts bestand Eichmühle aus 2 Anwesen (1 Mahlmühle, 1 Tropfhaus). Das Hochgericht übte das bayreuthische Stadtvogteiamt Kulmbach aus. Das Kastenamt Kulmbach ist Grundherr der beiden Anwesen.
Von 1797 bis 1810 unterstand der Ort dem Justiz- und Kammeramt Kulmbach. Mit dem Gemeindeedikt wurde Eichmühle dem 1811 gebildeten Steuerdistrikt Hegnabrunn und der 1812 gebildeten gleichnamigen Ruralgemeinde zugewiesen. Am 1. April 1971 wurde Eichmühle nach Neuenmarkt eingegliedert.

### Baudenkmäler
- Schlömen 25: Mühle
- Schlömen 26: Nebengebäude

### Einwohnerentwicklung
| Jahr      | 001818 | 001861 | 001871 | 001885 | 001900 | 001925 | 001950 | 001961 | 001970 | 001987 |
| Einwohner | 8      | 18     | 13     | 8      | 10     | 8      | 14     | 3      | 5      | 0      |
| Häuser    | 1      |        |        | 2      | 2      | 1      | 1      | 1      |        | 1      |
| Quelle    | [ 8 ]  | [ 11 ] | [ 12 ] | [ 13 ] | [ 14 ] | [ 15 ] | [ 16 ] | [ 17 ] | [ 18 ] | [ 1 ]  |

## Religion
Eichmühle ist seit der Reformation evangelisch-lutherisch geprägt und nach St. Johannes (Trebgast) gepfarrt.